# Мескалеро (Њу Мексико)
Мескалеро (енгл. Mescalero) насељено је место без административног статуса у америчкој савезној држави Њу Мексико.

## Демографија
По попису из 2010. године број становника је 1.338, што је 105 (8,5%) становника више него 2000. године.
| Група             | 2000.      | 2010.       |
| Белци             | 34 (2,8%)  | 23 (1,7%)   |
| Афроамериканци    | 2 (0,2%)   | 0 (0,0%)    |
| Азијати           | 1 (0,1%)   | 1 (0,1%)    |
| Хиспаноамериканци | 107 (8,7%) | 143 (10,7%) |
| Укупно            | 1.233      | 1.338       |